# 1331
Il 1331 (MCCCXXXI in numeri romani) è un anno  del XIV secolo.

## Eventi
- 8 settembre - Stefan Dusan si dichiara re di Serbia.
- Incomincia il regno di Kogon del Giappone, primo dei pretendenti.
- 24 settembre - Edward Balliol incoronato Re della scozia.
- Arcidosso(Gr) paese del Regno degli Aldobrandeschi cade dopo uno degli assedi più lunghi della Repubblica di Siena per mano di Guidoriccio da Fogliano.

## Nati
- 14 aprile - Giovanna Maria de Maillé, mistica francese († 1414)
- 30 aprile - Gastone III Febo, conte († 1391)
- Margherita d'Aragona, principessa († 1377)
- Teraponte del Lago Bianco, monaco cristiano, religioso e santo russo († 1426)
- Carlo Thopia, principe e condottiero albanese († 1388)
- Regina della Scala, sovrana italiana († 1384)

## Morti
- 14 gennaio - Odorico da Pordenone, presbitero italiano
- 21 marzo - Leonardo Fieschi, vescovo cattolico italiano
- 10 settembre - Gherarduccio Gherardini, politico italiano
- 5 ottobre - Edmondo Plantageneto, II conte di Kent, nobile inglese (n. 1326)
- 6 ottobre - Jeanne de Divion, falsaria francese (n. 1293)
- 11 novembre - Stefano Uroš III Dečanski, sovrano serbo
- 19 novembre - Teobaldo Fabri, vescovo cattolico italiano
- 30 dicembre - Bernardo Gui, vescovo cattolico e scrittore francese (n. 1261)
- Abulfeda, storico curdo (n. 1273)
- Abu Sa'id Uthman II, sultano berbero (n. 1276)
- Alaeddin Pasha, principe ottomano (n. 1281)
- Artuico di Castello, vescovo cattolico italiano
- Andreolo Cattaneo, mercante italiano
- Giovanni da Vespignano, beato italiano (n. 1235)
- Margherita di Fiandra, nobildonna (n. 1272)
- Matilde di Hainaut, principessa (n. 1293)
- Monaldo Monaldeschi, arcivescovo cattolico italiano (n. 1260)
- Francesco I Ordelaffi, nobile
- Giacomo Pasquali, religioso italiano
- Arnaud de Pellegrue, cardinale francese
- Beatrice di Savoia, principessa (n. 1310)
- Segna di Bonaventura, pittore italiano
- Filippo d'Angiò, nobile francese (n. 1300)

## Calendario
| Calendario 1331 | Calendario 1331 | Calendario 1331 | Calendario 1331 | Calendario 1331 | Calendario 1331 | Calendario 1331 | Calendario 1331 | Calendario 1331 | Calendario 1331 | Calendario 1331 | Calendario 1331 | Calendario 1331 | Calendario 1331 | Calendario 1331 | Calendario 1331 | Calendario 1331 | Calendario 1331 | Calendario 1331 | Calendario 1331 | Calendario 1331 | Calendario 1331 | Calendario 1331 | Calendario 1331 | Calendario 1331 | Calendario 1331 | Calendario 1331 | Calendario 1331 | Calendario 1331 | Calendario 1331 | Calendario 1331 | Calendario 1331 | Calendario 1331 |
| --------------- | --------------- | --------------- | --------------- | --------------- | --------------- | --------------- | --------------- | --------------- | --------------- | --------------- | --------------- | --------------- | --------------- | --------------- | --------------- | --------------- | --------------- | --------------- | --------------- | --------------- | --------------- | --------------- | --------------- | --------------- | --------------- | --------------- | --------------- | --------------- | --------------- | --------------- | --------------- | --------------- |
|                 | 1               | 2               | 3               | 4               | 5               | 6               | 7               | 8               | 9               | 10              | 11              | 12              | 13              | 14              | 15              | 16              | 17              | 18              | 19              | 20              | 21              | 22              | 23              | 24              | 25              | 26              | 27              | 28              | 29              | 30              | 31              |                 |
| Gennaio         | Ma              | Me              | Gi              | Ve              | Sa              | Do              | Lu              | Ma              | Me              | Gi              | Ve              | Sa              | Do              | Lu              | Ma              | Me              | Gi              | Ve              | Sa              | Do              | Lu              | Ma              | Me              | Gi              | Ve              | Sa              | Do              | Lu              | Ma              | Me              | Gi              |                 |
| Febbraio        | Ve              | Sa              | Do              | Lu              | Ma              | Me              | Gi              | Ve              | Sa              | Do              | Lu              | Ma              | Me              | Gi              | Ve              | Sa              | Do              | Lu              | Ma              | Me              | Gi              | Ve              | Sa              | Do              | Lu              | Ma              | Me              | Gi              |                 |                 |                 |                 |
| Marzo           | Ve              | Sa              | Do              | Lu              | Ma              | Me              | Gi              | Ve              | Sa              | Do              | Lu              | Ma              | Me              | Gi              | Ve              | Sa              | Do              | Lu              | Ma              | Me              | Gi              | Ve              | Sa              | Do              | Lu              | Ma              | Me              | Gi              | Ve              | Sa              | Do              |                 |
| Aprile          | Lu              | Ma              | Me              | Gi              | Ve              | Sa              | Do              | Lu              | Ma              | Me              | Gi              | Ve              | Sa              | Do              | Lu              | Ma              | Me              | Gi              | Ve              | Sa              | Do              | Lu              | Ma              | Me              | Gi              | Ve              | Sa              | Do              | Lu              | Ma              |                 |                 |
| Maggio          | Me              | Gi              | Ve              | Sa              | Do              | Lu              | Ma              | Me              | Gi              | Ve              | Sa              | Do              | Lu              | Ma              | Me              | Gi              | Ve              | Sa              | Do              | Lu              | Ma              | Me              | Gi              | Ve              | Sa              | Do              | Lu              | Ma              | Me              | Gi              | Ve              |                 |
| Giugno          | Sa              | Do              | Lu              | Ma              | Me              | Gi              | Ve              | Sa              | Do              | Lu              | Ma              | Me              | Gi              | Ve              | Sa              | Do              | Lu              | Ma              | Me              | Gi              | Ve              | Sa              | Do              | Lu              | Ma              | Me              | Gi              | Ve              | Sa              | Do              |                 |                 |
| Luglio          | Lu              | Ma              | Me              | Gi              | Ve              | Sa              | Do              | Lu              | Ma              | Me              | Gi              | Ve              | Sa              | Do              | Lu              | Ma              | Me              | Gi              | Ve              | Sa              | Do              | Lu              | Ma              | Me              | Gi              | Ve              | Sa              | Do              | Lu              | Ma              | Me              |                 |
| Agosto          | Gi              | Ve              | Sa              | Do              | Lu              | Ma              | Me              | Gi              | Ve              | Sa              | Do              | Lu              | Ma              | Me              | Gi              | Ve              | Sa              | Do              | Lu              | Ma              | Me              | Gi              | Ve              | Sa              | Do              | Lu              | Ma              | Me              | Gi              | Ve              | Sa              |                 |
| Settembre       | Do              | Lu              | Ma              | Me              | Gi              | Ve              | Sa              | Do              | Lu              | Ma              | Me              | Gi              | Ve              | Sa              | Do              | Lu              | Ma              | Me              | Gi              | Ve              | Sa              | Do              | Lu              | Ma              | Me              | Gi              | Ve              | Sa              | Do              | Lu              |                 |                 |
| Ottobre         | Ma              | Me              | Gi              | Ve              | Sa              | Do              | Lu              | Ma              | Me              | Gi              | Ve              | Sa              | Do              | Lu              | Ma              | Me              | Gi              | Ve              | Sa              | Do              | Lu              | Ma              | Me              | Gi              | Ve              | Sa              | Do              | Lu              | Ma              | Me              | Gi              |                 |
| Novembre        | Ve              | Sa              | Do              | Lu              | Ma              | Me              | Gi              | Ve              | Sa              | Do              | Lu              | Ma              | Me              | Gi              | Ve              | Sa              | Do              | Lu              | Ma              | Me              | Gi              | Ve              | Sa              | Do              | Lu              | Ma              | Me              | Gi              | Ve              | Sa              |                 |                 |
| Dicembre        | Do              | Lu              | Ma              | Me              | Gi              | Ve              | Sa              | Do              | Lu              | Ma              | Me              | Gi              | Ve              | Sa              | Do              | Lu              | Ma              | Me              | Gi              | Ve              | Sa              | Do              | Lu              | Ma              | Me              | Gi              | Ve              | Sa              | Do              | Lu              | Ma              |                 |